# Detective Esqueleto (novela)
Skulduggery Pleasant es la primera novela de Derek Landy publicada en el año 2007

## Argumento
Skulduggery es un detective que trabaja para el santuario de Irlanda. Formó parte del ejército de Eachan Meritorius, de hecho era él quien lo dirigía. Hasta que uno de los miembros del ejército de Mevolent le tendió una trampa y Serpine mató a la mujer y los hijos de Skulduggery delante de él. Tras haber matado a su familia torturó a Skulduggery hasta el punto en que él también murió. 
Después cogió su cuerpo y lo echó a una hoguera como señal de lo que le pasaría a todo aquel que se atreviera a meterse con Mevolent y su ejército. Tras finalizar esto, Serpine cogió los huesos de Skulduggery, los metió en una bolsa de basura y los arrojó al río, pero como Skulduggery fue asesinado por Serpine, no murió del todo porque la mano roja (tipo de magia nigromante, en el que la víctima muere de una manera desagradable con un solo gesto, con la que Serpine mata a Skulduggery) de Serpine fue creada por un nigromante que tenía especial aprecio hacia Skulduggery porque anteriormente había mostrado unas habilidades nigromantes muy fuertes que le podían convertir en el mesías de los nigromantes, y por tanto Skulduggery volvió a la vida en forma de esqueleto gracias al odio que sintió hacia Serpine antes de morir y a Auron Tenebrae (nigromante anteriormente mencionado). Porque eso es lo que hacen los nigromantes, son los guardianes de la vida y la muerte y entre ambas. Se alimentan de ello, por eso a serpine le resultó imposible matar del todo a Skulduggery.
Actualmente Skulduggery sigue trabajando para el santuario Irlandés como el mejor detective que han tenido, hubo un malentendido en el que dimitió tras tener las sospechas de que «El Gran Mago», conocido como Thurid Guild, estaba trabajando con el Varón Vengeus y la Diablería. Más tarde, Skulduggery descubrió que se equivocó y Guild no trabajaba ni con Vengeus ni con la diableria, pero aun así Skulduggery no quiso volver a su antiguo puesto y aunque hubiera querido no creía que Guild le dejara volver después de haberle acusado de traición al santuario y al mundo mágico. Después de dimitir, Skulduggery trabajó por su cuenta deteniendo a todos los criminales y salvando el mundo junto con Valquiria Caín y con la ayuda de: Thanith Low, Abominable Bespoke, China Sorrows y Fletcher Renn. En un aprieto (a pesar de su desagrado hacia Pleasant) Guil vuelve a contratar a Skulduggery como detective del Santuario. Después de que el santuario sufriera modificaciones (por causa de la muerte de Guild), Skulduggery sigue trabajando como detective.